# La Romagne, Maine-et-Loire

La Romagne este o comună în departamentul Maine-et-Loire, Franța. În 2009 avea o populație de 1,731 de locuitori.